# Besame En La Boca
„Besame En La Boca” este un cântec al interpretei mexicane Paulina Rubio. Acesta fost compus de Adrian Posee și Didi Gutman pentru cel de-al treilea material discografic de studio al artistei, El Tiempo es Oro. „Besame En La Boca” a fost lansat ca ultimul disc single al materialului la începutul anului 1996.
Cântecul nu a intrat în clasamente, însă a fost lansat pentru a promova producția cu același nume, Besame En La Boca.